# Volksverhalen van Nederland
Met volksverhalen van Nederland worden broodjeaapverhalen, exempelen, kwispels, legenden, moppen, sagen, sprookjes en overige volksverhalen uit de schriftelijke en mondelinge overlevering bedoeld, die, voor zover bekend, in Nederland circuleren of circuleerden. Er bestaan talloze Nederlandse volksverhalen die uit de mondelinge, maar vaker ook uit de schriftelijke overlevering bekend zijn en dikwijls ook in andere landen bekendheid genieten. In de Nederlandse Volksverhalenbank van het Meertens Instituut zijn meer dan veertigduizend volksverhalen opgenomen.

## Definitie volksverhaalgenres
Vanuit de etnologie worden onder meer legenden, mythen, sagen en sprookjes als verschillende volksverhaalgenres gezien. Deze worden nog weleens door elkaar gebruikt, in foutieve zin.
In legenden worden heiligen en de wonderen die zij verrichten beschreven, alsook verhalen over Jezus Christus, Maria en heilige voorwerpen. In mythen spelen goden, halfgoden of helden de hoofdrol en worden bovennatuurlijke verschijnselen verklaard. Deze zijn in Nederland niet overgeleverd. Ook in sagen wordt vaak een geografische bijzonderheid of een bovennatuurlijk verschijnsel verklaard, maar sagen zijn sterker dan mythen gebonden aan plaats en tijd.
In de volksmond worden de termen legende, mythe en sage regelmatig anders dan zoals hierboven beschreven, in feite foutief, gebruikt. De drie termen worden dikwijls gebruikt om sterke of onware verhalen mee aan te duiden. Hoewel in het Engels taalgebied Nederlandse verhaalgenres zoals sagen en legenden geschaard worden onder Dutch mythology gaat men in het Nederlandse verhaalonderzoek uit van het Duitse taalgebied (de Duitse woorden Sagen en Legenden).
Een sprookje is een traditioneel volksverhaal dat speelt op een onbepaalde plaats in een onbepaalde tijd en opent daarom vaak met de woorden "Er was eens...".

## Ouderdom
De oudste bekende legenden van Nederland dateren pas van na de kerstening, dus vanaf de middeleeuwen. De schriftelijke vastlegging van heiligenlegenden in de volkstaal van de Nederlanden (en dus niet in het Latijn) dateert uit de 12e eeuw.
Tot diep in de 20e eeuw werd aangenomen dat mythen hun oorsprong in de Keltische, Germaanse en Grieks-Romeinse mythologie vinden, maar deze theorie wordt tegenwoordig verworpen. Verhaalonderzoekers gaan ervan uit dat men weinig tot niets weet van de oudste herkomst van deze mythen. Van de verhalen, rituelen en gebruiken uit het prehistorische gebied dat we tegenwoordig Nederland noemen, zijn geen geschreven bronnen beschikbaar. Onze kennis uit deze periode komt van opgravingen. Pas in de Romeinse tijd kwamen de eerste geschreven bronnen beschikbaar. De kennis die we hebben over de Germanen is voornamelijk afkomstig van hun vijanden, de Romeinen, en vijandschap levert zelden objectief betrouwbare bronnen op.
Sommige sagen kunnen teruggaan tot de Germaanse cultuur terwijl bepaalde historische sagen niet verder teruggaan dan de Tachtigjarige Oorlog, de napoleontische tijd, of zelfs pas in de 19e, 20e of 21e eeuw zijn bedacht. Pas in de middeleeuwen komen we meer te weten over het geloofsleven en de sagen in Nederland. Stadssagen of broodjeaapverhalen zijn dikwijls van recentere datum, al kunnen deze ook voortkomen uit oudere verhalen. Het is een misverstand dat broodjeaapverhalen altijd modern zijn.
Het is moeilijk te zeggen hoe oud sprookjes zijn. Dat verschilt per sprookje. Sommige sprookjes bestaan sinds de late middeleeuwen, andere treffen we pas in het begin van de 19e eeuw voor het eerst aan. Weer andere sprookjes worden al teruggevonden in de klassieke oudheid.

### Voor-christelijke volksverhalen
De aloude theorie luidt dat er een ononderbroken mondelinge overlevering is geweest die idealiter teruggaat tot heidense tijden. Inmiddels weten verhaalonderzoekers dat zo'n lange en ononderbroken orale traditie niet tot nauwelijks bestaat. Zonder hulp van schriftelijke bronnen die de vertellingen vasthouden, gaan mondelinge vertellingen na een paar generaties veelal verloren. Vroeger werd verklaard dat de mondelinge overlevering meestal geen sporen nalaat. Tegenwoordig wordt van het standpunt uitgegaan dat de mondelinge overlevering meestal wel wat sporen nalaat. Als er helemaal geen sporen zijn kan dit een aanwijzing zijn dat er nog geen verhaal bestond. De negentiende-eeuwse theorie van een Germaanse oorsprong heeft dan ook gewerkt als een soort van selffulfilling prophecy. Pas ná de ontwikkeling van deze theorie ontstonden veel, zogezegd oudere, volksverhalen. Wat in de volksverbeelding voor oeroud doorgaat, blijkt nogal eens tamelijk recent te zijn.
Men heeft lang getracht de oudste volksverhalen terug te voeren tot de Germanen, maar Nederlandse mythen zijn dus niet overgeleverd. Dat sagen en legenden elementen uit mythen zouden hebben is wetenschappelijk niet bewezen en puur speculatief.
We hebben wel kennis van de mythologie uit de Romeinse cultuur, onder andere via het werk van Strabo en inscripties. Het was een polytheïstische cultus, met meer dan 400 goden. Van de goden die in de Nederlanden werden aanbeden zijn verschillende namen gevonden in Latijnse inscripties volgens de zogenaamde Interpretatio Romana. Voor al deze goden geldt echter dat er over hen in zijn geheel geen volksverhalen in de omgeving van het huidige Nederland zijn overgeleverd. Zij spelen dan ook geen rol in het Nederlandse verhaalonderzoek, tenzij het moderne volksverhalen betreft, die later over deze goden zijn bedacht.
We kennen eveneens Nehalennia en de Matres. Keltische goden waarvan de naam bekend is zijn Epona, Gontia, Herecura, Intarabis (oorlogsgodheid), Litavis (moedergodin), Nemetona, Rosmerta, Sandraudiga, Tanfana en Vagdavercustis. Germaanse goden als Wodan of Jummenas of Semini zijn ook bekend, maar ook over deze goden kennen we in het gebied dat het huidige Nederland omvat, in zijn geheel geen volksverhalen. Ook de goden die bekend zijn uit de Romeinse cultuur, zoals Neptunus, hebben bekendheid genoten in het gebied dat het huidige Nederland omhelst, maar ook van deze goden zijn geen volksverhalen overgeleverd.

### Christendom
Het is al heel wat als we Nederlandse volksverhalen tot de middeleeuwen kunnen traceren. Voor legenden is dat soms iets makkelijker. De cultus van heiligen en heilige voorwerpen bloeide in de gekerstende middeleeuwen al volop. Er zijn legio Latijnse en Middelnederlandse vitae of heiligenlevens te vinden met hun wonderverhalen. Zo leefde de heilige missionaris Willibrord in de 8e eeuw. In diezelfde eeuw werd er een Latijns heiligenleven over hem geschreven, de Vita Sancti Willibrordi. De legende van Willibrord dankt zijn lange traditie aan telkens hernieuwde optekeningen en de steeds herhaalde leringen van Kerk en onderwijs. De oudste legende die bewaard is gebleven in het Middelnederlands is het Leven van Sint-Servaas uit 1170 door Hendrik van Veldeke. Dit is tevens het oudst bekende literaire werk in het Nederlands. Desalniettemin waren het niet zelden 19e-eeuwse schrijvers en dichters die hun romantische proza en dichtwerk uiteindelijk gecanoniseerd zagen in volksverhaalbundels.

### Verzamelaars

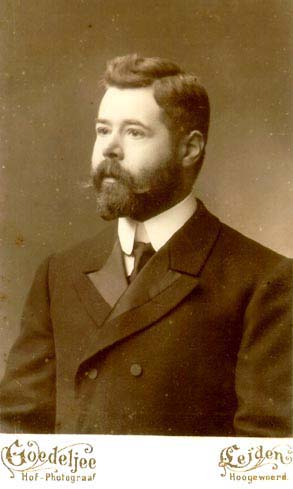
Volksverhaalverzamelaar G.J. Boekenoogen

Als er ergens volksverhalen opduiken, komt dat vooral door de noeste arbeid van volksverhaalverzamelaars. Men gaat ervan uit dat vele verhaaltypen overal in Nederland voorkomen, maar bekend zijn geworden in de gebieden waar de verzamelaars deze hebben opgetekend. In gebieden waar geen volksverhalen bekend zijn, zijn er dikwijls simpelweg geen verzamelaars langs geweest. Zo kan het voorkomen dat de volksverhalen rondom de Brabantse Bartje Poep pas in de 21e eeuw opgetekend en daardoor bekend werden, terwijl ze al veel langer mondeling circuleerden.
In Europa en ook in Nederland zijn pas sinds de 19e eeuw echt volksverhalen verzameld. Vóór die tijd zijn volksverhalen wel terug te vinden in ridderromans, kluchtboeken, reisbeschrijvingen/of almanakken, maar de wetenschappelijke en folkloristische belangstelling bloeit pas echt op nadat de gebroeders Grimm aan het begin van de 19e eeuw hun sprookjes en sagen publiceerden.
In Nederland is er aanvankelijk vooral regionaal verzameld, het intensiefst in gebieden als Limburg en Friesland. Zij voelden de dominante rol van de Hollandse cultuur. Tegen het eind van de 19e eeuw is een verzamelaar als G.J. Boekenoogen actief. Hij verzamelt op nationaal niveau. Boekenoogen ontving onder andere veel correspondentie van de arts Cornelis Bakker uit Broek in Waterland. Bakker verzamelde verhalen onder zijn patiënten. Ook in de 20e eeuw wordt regelmatig regionaal verzameld. Een bekende samensteller van volksverhaalbundels was J.R.W. Sinninghe, die verhalen uit verschillende regio's publiceerde, en Gustaaf van de Wall Perné wiens belangstelling voor de oude volksverhalen van de Veluwe tot uiting kwam in de bekende bundel Veluwsche Sagen.
In de jaren 60 en 70 van de 20e eeuw worden op initiatief van J.J. Voskuil van het Volkskundebureau van het P.J. Meertens Instituut te Amsterdam (nu: Meertens Instituut, een afdeling van de Koninklijke Nederlandse Akademie van Wetenschappen) zo'n 20 veldwerkers op pad gestuurd om verspreid over heel Nederland sagen te verzamelen. Succesvolle verzamelaars waren onder andere Engelbert Heupers in Het Gooi en Eemland, Dam Jaarsma in de Friese Wouden (laatstgenoemde 16 duizend van de in totaal 32 duizend volksverhalen) en Jac. Gazenbeek van de Veluwe. Ongeveer in dezelfde periode verzamelde ook Ype Poortinga met succes volksverhalen in Friesland. In 2006 heropende het Meertens Instituut zijn sagenonderzoek. Het door Theo Meder en Ruben Koman gelanceerde DOC Volksverhaal startte het volksverhaalonderzoek in de provincie Groningen, waarbij duizenden verhalen werden opgetekend. Voor het in 2010 verschenen standaardwerk 
Verhalen van stad en streek verzamelde Koman volksverhalen in alle provincies van het land. In het boek staan, per provincie gerangschikt, honderden sagen en legenden die in Nederland circuleren of circuleerden.

## Indeling van volksverhalen
In dit artikel wordt een opsomming gegeven van enkele opgetekende volksverhalen, zoals die bekend zijn in het gebied dat het huidige Nederland behelst. Voor zover mogelijk wordt ook de herkomst van deze volksverhalen verklaard. De indeling van volksverhalen is echter niet eenvoudig. Sinds het begin van de twintigste eeuw hebben vooraanstaande wetenschappelijke verhaalonderzoekers getracht de volksverhalen te catalogiseren.

### Sprookjes
Antti Aarne publiceerde in 1910 de eerste typologische indeling van sprookjes en grappige verhalen. Deze indeling werd door de Amerikaan Stith Thompson vertaald en uitgebreid. Dit resulteerde in 1928 in de sprookjes- en volksverhaalcatalogus The Types of the folktale. De sprookjescatalogus stelt verhaalonderzoekers in staat om een ordening aan te brengen en daarmee overzicht te houden over de immense hoeveelheid tekstmateriaal. Zo wordt het sprookje in de catalogus onderscheiden in het diersprookje, het wondersprookje, het legendesprookje, het novellesprookje, het domme-duivelsprookje, het grappige sprookje en het formulesprookje. Bij elk type wordt onder meer kort uiteengezet hoe het verhaal globaal is opgebouwd en in welke landen en hoe vaak het sprookje is opgetekend. De Aarne-Thompson-index werd dé internationale (Europa-centrische) standaard. In 2004 werd deze catalogus opgevolgd door de editie van H.J. Uther.

### Sagen en overige genres
Ook voor andere verhaalgenres zijn catalogi ontwikkeld, bijvoorbeeld voor middeleeuwse exempelen. en broodjeaapverhalen.
In 1943 publiceerde Jacques R.W. Sinninghe een catalogus van Nederlandse volksverhalen. Hier zijn vooral sagen gecatalogiseerd. De indeling wordt voor het verhaalonderzoek nog gebruikt, maar tegenwoordig als achterhaald beschouwd. Friese volksverhalen zijn gecatalogiseerd in de typencatalogus van Jurjen van der Kooi (1984). Voor de Vlaamse volksverhalen is de catalogus van Maurits de Meyer uit 1968 bekend. Hoewel met name de catalogus van Sinninghe de sagen tracht in te delen is het tot een internationale sagencatalogus nog niet gekomen.
De indeling van de volksverhalen op deze pagina wijkt af van de gangbare, hedendaagse en gebruikelijke wetenschappelijke catalogisering.

## Legenden

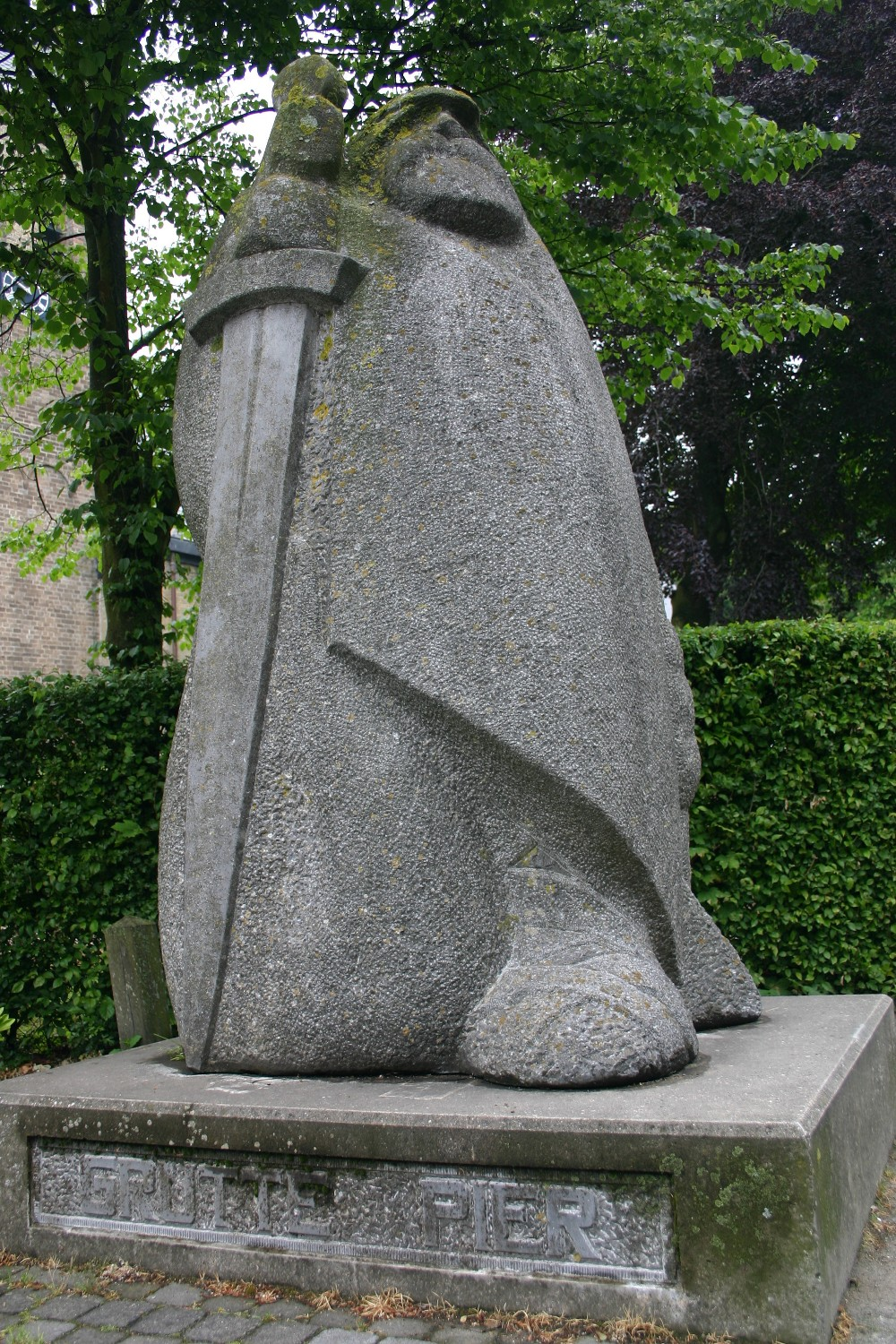
Standbeeld van Grote Pier in Kimswerd

De legende is in Nederland als apart genre in de middeleeuwen opgekomen. De meeste van deze legenden zijn dus in het Middelnederlands geschreven. Het genre legende vertoont als zodanig veel overeenkomsten met de sage, waar het in feite de christelijke tegenhanger van is. Bij een legende is een centrale rol weggelegd voor een heilige, Jezus Christus of Maria, of voor een sacrosanct voorwerp. Bekende christelijke legenden zijn die van Sint Nicolaas en Sint Servaas.
De Legende van Sint Servaas is een in de 12e eeuw door Henrik van Veldeke geschreven hagiografie. Het verhaal is deels op ware feiten gebaseerd. Eerst wordt de gewone levensloop van de heilige Sint Servatius beschreven, vervolgens hoe hij de 'ketterse' inwoners van Tongeren eerst het zwijgen zou hebben opgelegd, waarna hij van de heilige Petrus een zilveren sleutel zou hebben gekregen om de Tongenaren alsnog vergeving te schenken.

### Legendarische personen
Een legendarisch persoon is iemand die om zijn of haar prestaties wordt genoemd in oude of moderne geschriften of verhalen. Soms weten we zeker dat de persoon bestaan heeft, in andere gevallen niet. In veel gevallen zijn de verhalen die aan de persoon worden gekoppeld, pas na zijn/haar leven ontstaan. Er valt niet altijd meer te achterhalen of de aan de persoon toegekende gebeurtenissen werkelijk plaatsgevonden hebben. Een bekend legendarische persoon van de Britse Eilanden is Koning Arthur, maar ook uit Nederland zijn legendarische personen bekend. De onderstaande personen hebben echter wel bestaan, maar veel van de verhalen rond deze personen zijn later in de overlevering bekend geworden. Hierdoor is tegenwoordig lastig te achterhalen wat wel en wat niet werkelijk is gebeurd.

Een bekend voorbeeld is het verhaal van de Zwaanridder, over een raadselachtige held. 
 Verschillende steden als Antwerpen, Boulogne-sur-Mer, Kleef, Nijmegen en Tongeren beweren dat het verhaal zich lokaal heeft afgespeeld.
Finn Folcwalding wordt beschouwd als de eerste koning der Friezen en is ook meer een legendarische dan een historische figuur. Hij komt voor in de Oudnoordse en Oudengelse teksten Widsith, het Beowulf-epos en in het Finnburgfragment.
Grote Pier, echte naam Pier Gerlofs Donia, was een Fries vrijheidsstrijder die begin 16e eeuw ten strijde trok tegen de Saksische en Hollandse bezetters. Met zijn reusachtige slagzwaard van 2,15 meter lang en 6 kilo zwaar kon hij de hoofden van meerdere vijanden tegelijkertijd afhakken. Omdat zich rond zijn figuur een uitgebreide sagenvorming heeft voorgedaan is het heden ten dage moeilijk te zeggen wat er van de verhalen over Grote Pier op waarheid berust en wat niet. Zijn neef Wijerd Jelckama kon volgens de sage een paard van 1000 pond (500 kilo) enkele seconden lang op de schouders nemen.

## Moppen

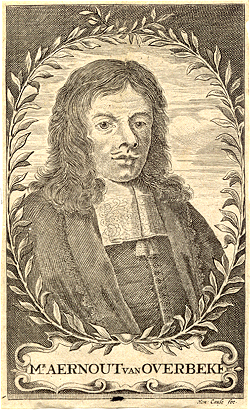
Moppenverzamelaar Aernout van Overbeke

Moppen zijn korte verhaaltjes die bij uitstek in de mondelinge overlevering circuleren. Om die reden zijn het volksverhalen. Het woord 'mop' voor dit genre volksverhalen bestaat sinds de tweede helft van de 19e eeuw en betekent 'kort grappig stukje'. Het fenomeen is al wel ouder. De oudste bekende Nederlandse mop heeft Servaas van Maastricht als mikpunt. Eeuwen later, in de 17e eeuw, tekende advocaat Aernout van Overbeke moppen op die hij had gehoord.
Grappige vertellingen werden vroeger boerden, kluchten en uien genoemd. De voorlopers van de huidige korte moppen waren regelmatig wat verder uitgesponnen kluchtige verhaaltjes. Ze worden in het Duits wel 'Schwankmärchen' genoemd (zie: sprookjes). In zulke verhaaltjes konden meerdere grappige momenten zitten. Ze hoefden niet per se een krachtige punchline of clou te hebben, zoals dat tegenwoordig het geval is.
De oudste Nederlandstalige grappige verhalen stammen uit de middeleeuwen. Vanaf de late middeleeuwen werden ze gebundeld in kluchtboekjes. De moderne moppen zijn meestal kort; het lachmoment zit aan het eind. Moppen kunnen zich tegenwoordig ook voordoen in de vorm van een raadsel.

## Sagen
Hieronder staan enkele bekende of onbekende sagen met een korte beschrijving en een aantal 'bovennatuurlijke' figuren. Deze sagen zijn willekeurig gekozen.

### Bekende lokale sagen

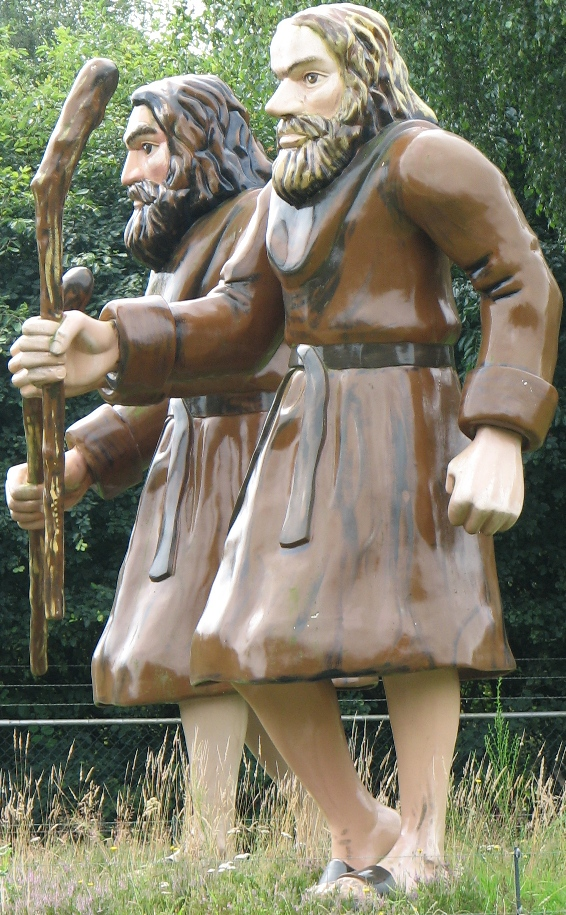
Standbeelden van Ellert en Brammert in Schoonoord

De sage van Ellert en Brammert is een migrerende sage, die onder meer in Drenthe bekend is. 
Het verhaal van het zieke vee van Zweeloo dat tijdens de runderpest van 1700 op een heuvel werd afgezonderd dient vermoedelijk om de typische naam van deze heuvel, Gelpenberg, te verklaren.
Het Vrouwtje van Stavoren is een bekende sage over een rijke koopmansweduwe in Stavoren. 

De sage van Kabouterkoning Kyrië stamt uit de Kempen en verhaalt over kabouterkoning Kyrië. 

### Maritieme sagen

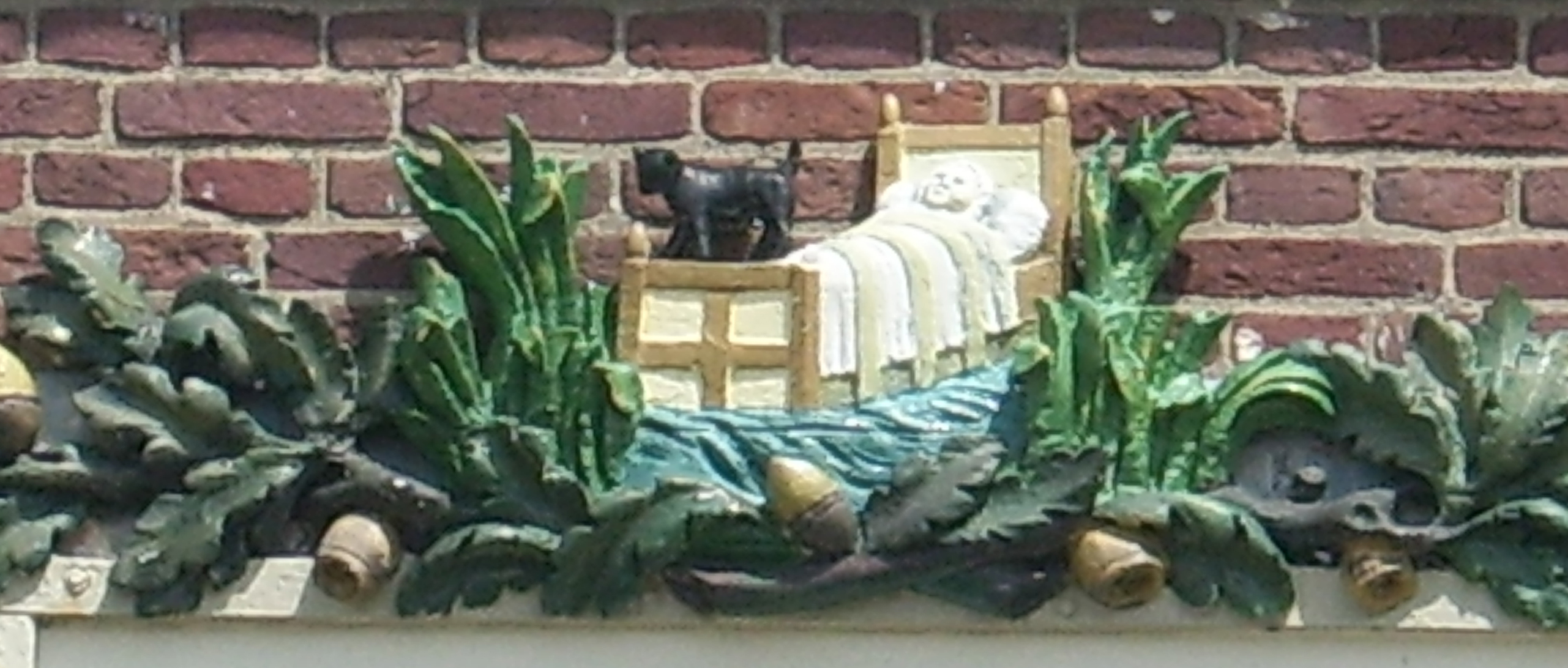
Gevel van het katje op de wieg op het Huis Kinderdijk te Kinderdijk

Vanwege de nauwe verbondenheid van de Nederlanden met de zee is het niet verwonderlijk dat er veel maritieme sagen bestaan. Een bekend verhaal gaat over het ontstaan van de naam Kinderdijk. Op 18 en 19 november 1421 woedde in Zuid-Nederland en Vlaanderen een bijzonder zware noordwesterstorm, gevolgd door een zeer hoge stormvloed. Dijken braken door en grote overstromingen volgden, waarmee de Sint-Elisabethsvloed van 1421 een feit was. Toen de ergste storm geluwd was ging men de dijk op om te kijken wat er te redden viel en zag men in de verte een wiegje aan komen drijven. Toen het dichterbij kwam, zag men beweging. Toen het wiegje nog dichterbij was gekomen, zag men dat een kat het wiegje in evenwicht probeerde te houden door heen en weer te springen zodat er geen water in het wiegje kon stromen. Toen het wiegje uiteindelijk vlak bij de dijk was, viste men het op. Er bleek een baby in te liggen die rustig en droog lag te slapen.
Het verhaal is zeer waarschijnlijk bedacht in bange watersnooddagen, om de mensen hoop te geven.

#### Spookschepen

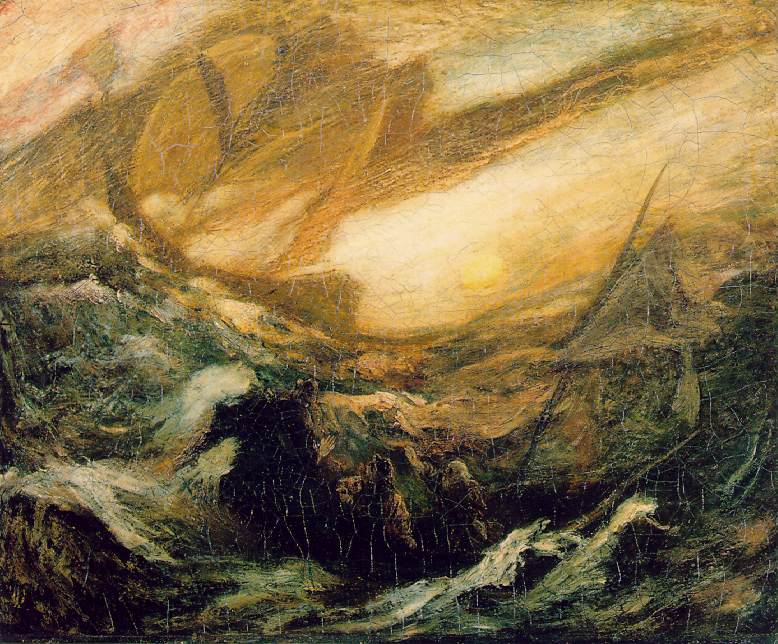
The Flying Dutchman, een op het verhaal van de Vliegende Hollander gebaseerd schilderij van Albert Pinkham Ryder uit 1896.

Internationaal bekend is de sage uit de 18e of 19e eeuw over het spookschip De Vliegende Hollander. 
Een andere spookschipsage is het verhaal over het spookschip de Zeerob: dit schip onder commando van kapitein Jurriaan Jacobszoon vertrok op 24 maart 1771 uit Dordrecht voor een reis naar Groenland, maar kwam daar nooit aan en zou nog steeds ronddobberen op de oceaan. Een ontmoeting met het spookschip zou ongeluk en verderf brengen.
Nog andere sagen over spookschepen die bekend zijn in Nederland zijn die van het schip van Sinternuit en die van het grote schip.

#### Zeemeerminnen
Een ander thema dat vaak in de maritieme sagen voorkomt is de zeemeermin. Zeemeerminnen en -mannen worden al sinds oeroude tijden beschreven. In veel kerken, kloosters en kathedralen zijn dan afbeeldingen van zeemeerminnen te vinden en ook in de wapens van verscheidene Belgische en Nederlandse plaatsen zijn ze afgebeeld als verwijzing naar oude sagen over zeemeerminnen.
De meeste meerminverhalen gaan over de hulp die de bewoners van een plaats aan gevangen of hongerige zeemeerminnen gaven (Waasmunster, Waterlandkerkje), of deze hulp helemaal (Reimerswaal) of gedeeltelijk (Steenbergen) onthielden.

Vlag van Schouwen-Duiveland

Ook in het wapen en de vlag van Schouwen-Duiveland staan een zeemeermin en -man afgebeeld.
Een variant op deze verhalen is de zeemeermin die uit zee opduikt, een vloek uitspreekt over een plaats en dan weer verdwijnt (Muiden). Een andere zeemeerminsage verhaalt over een zeemeermin die wordt gevangen en aan land wordt gebracht, waar ze met de visser trouwt (Purmer), of leert spinnen en een vroom leven leidt (Meermin van Edam en Haarlem), of wegkwijnt en uiteindelijk weer wordt vrijgelaten (Oostende). Volgens de overlevering werd op 10 maart 1305 op zee bij Friesland een zeemeerman in wapenuitrusting gevangen, die drie weken later in Dokkum zou zijn gestorven. Daarnaast bestaan er sagen uit verschillende plaatsen, onder andere Antwerpen en het Aeilsgat bij Oudeschip, waarin verhaald wordt van zeemeerminnen die daar zouden leven.

### Andere sagen
Een in Nederland bekende, maar eigenlijk uit Amerika afkomstige kunstsage komt uit het boek Hans Brinker, of De Zilveren Schaatsen, dat in 1865 verscheen. 
In Zaandam speelde zich in 1647 de sage van Stiers Wreedheid af en raakte - vooral aan het eind van de 18e eeuw - bekend tot ver daarbuiten. Het bleef een iconisch verhaal in de Zaanstreek.

### 'Bovennatuurlijke' wezens

#### Spoken
Van een spook of een naloop is sprake als de ziel van een overledene geen rust kan vinden en op aarde blijft ronddolen. In veel gevallen moet er dan eerst een onrechtvaardigheid worden rechtgezet: een belofte moet worden ingelost, een misdaad moet vergolden worden, of een verborgen schat moet gevonden en verdeeld worden. Degene die komt spoken is vaak het slachtoffer, die de aarde pas kan loslaten (en naar de hemel kan gaan) na genoegdoening. Maar het spook kan ook de dader zijn, die voor straf op aarde moet blijven ronddolen. Soms vertonen de zielen zich zelfs brandend, als lichtverschijnselen of dwaallichten. Het vuur is een zichtbaar bewijs van schuld en toont aan dat ze in de hel thuishoren. Grenspaalverzetters willen nog weleens als vuurmannen ronddolen, evenals misdadigers die een valse eed hebben afgelegd. Ook klopgeestverschijnselen kunnen duiden op een vorm van naloop, hoewel de klopgeest soms meer kenmerken vertoont van een plaaggeest of huisgeest.
Spookverschijningen zijn in de volksverhalen soms aan een bepaalde plaats gebonden, bijvoorbeeld aan oude gebouwen met een bewogen geschiedenis. Enkele bekende 'spookkastelen' zijn het Gravensteen, Slot Loevestein, Kasteel van Ooidonk, Kasteel Doorwerth, Kasteel Rechteren en Kasteel Waardenburg. Ook het Geeraard de Duivelsteen te Gent valt eronder.

#### Spookdieren
Naast gespook van mensenzielen kent men in de verhalen spookdieren en plaaggeesten. De spookdieren manifesteren zich met name 's nachts, als het buiten donker en niet pluis is. Vroeger waren de spookdieren vreeswekkende inheemse dieren zoals honden, bokken, varkens of paarden. Er kon bijvoorbeeld een paard rondspoken zonder hoofd. Tegenwoordig is men meer bevreesd van rondwarende wilde dieren: van exotische slangen en spinnen tot krokodillen, wolven, poema's en leeuwen. Het bekendste recentere exemplaar was de poema op de Veluwe.

#### Plaaggeesten
Plaaggeesten zijn geen mensenzielen, maar demonische wezens die altijd al bestaan zouden hebben. Een bekende plaaggeest is Blauwe Gerrit, die zijn slachtoffers 's nachts op de rug springt, steeds zwaarder wordt en daarmee voor langere tijd zijn slachtoffers als aan de grond genageld laat staan. Ook de Ossaert kan mensen op de rug springen. Maar het is toch vooral een watergeest en een kinderschrik, een wezen waarmee kinderen bang werden gemaakt om ze te disciplineren. Kinderen moesten bijvoorbeeld de Ossaert vrezen, opdat ze niet te dicht bij het water zouden komen.

#### Duivels
Duivels zijn in de volksverhalen demonen bij uitstek, die in sagen en legenden opduiken. Ze getuigen duidelijk van het christelijk karakter van het merendeel van onze traditionele volksverhalen. De duivels brengen mensen voortdurend in verleiding om – in de terminologie van de christelijke leer – te zondigen, met als uiteindelijke doel om de mensenziel voor eeuwig in hun macht te krijgen en de mensen de hemelse zaligheid te ontnemen. Aan het hoofd van de demonen staat de duivel, satan, zelf. Deze demonen komen uit oorsprong van de gevallen reuzen uit het verhaal van Genesis 6, dit wordt uitgelegd in het eerste Boek van Henoch.

#### Alven
Wat we ons bij een alf moeten voorstellen is erg onduidelijk. In oudere volksverhalen wordt de alf dikwijls voorgesteld als aardmannetje, kabouter, elf of demonische geest.

#### Elfen
Bekende natuurwezens zijn de waarschijnlijk uit de Germaanse en Noordse mythologie afkomstige elfen. Dit zijn in de verhalen licht- of natuurgeesten met bovennatuurlijke krachten.

#### Kabouters
Andere natuurwezens zijn de kabouters: kleine bolle wezentjes met een baard en puntmuts die in paddenstoelen, konijnenholen en holle bomen leven. Ze zijn doorgaans vriendelijk gestemd en verrichten allerhande klusjes voor de mensen. Kabouters komen vrijwel alleen 's nachts uit hun huisjes. In vroegere tijden was wellicht ook de korengeest, ook wel koren- of roggemoeder genaamd, een belangrijk natuurwezen. De korengeest was een (levens)geest die in het koren of ander gewas huist. Deze geest moest in ere worden gehouden (met graanpoppetjes, koolhazen), wilde het gemaaide gewas bij de volgende zaai- en oogstcyclus opnieuw tot leven komen.

#### Witte wieven

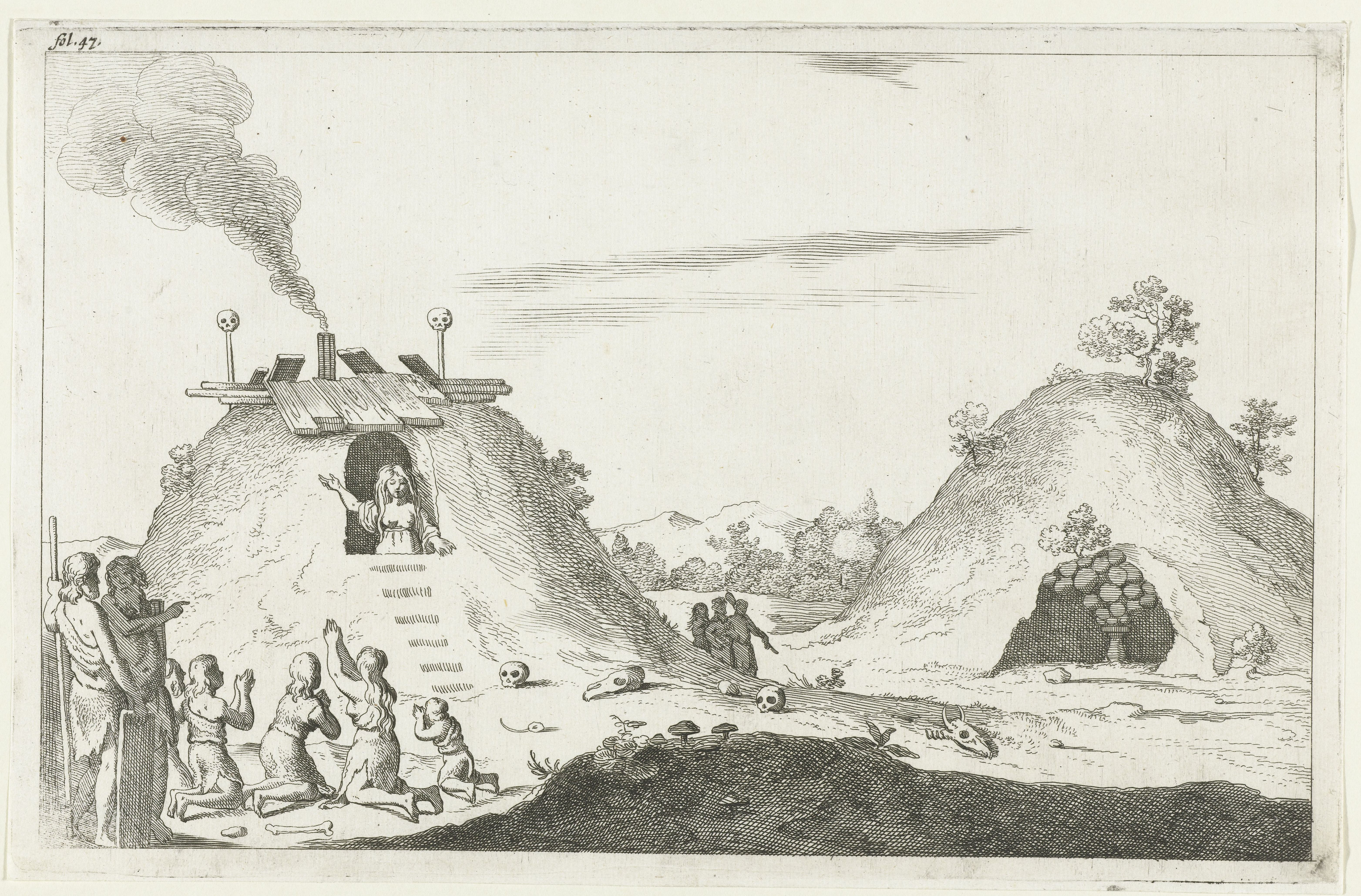
Witte wieven, die volgens Johan Picardt grafheuvels bewonen. Ets van Gerrit van Goedesbergh uit 1660.

De witte wieven wonen volgens de overlevering in de neolithische hunebedden, maar ook in grafheuvels, natuurlijke heuveltjes, terpen en kuilen (zandafgravingen; leemkuilen). Ze komen 's nachts tevoorschijn en manifesteren zich als langzaam zwevende wit of vuilwit geklede vrouwenfiguren.
Witte wieven worden gerekend tot de demonische geestenwereld. Ze worden in de verhalen gezien als de geesten van heksen of van andere vrouwen die kwaad gedaan hadden; in werkelijkheid waren het dikwijls nevelslierten.

#### Weerwolf
De weerwolf is een hybride wezen omdat hij een deel van de tijd mens, dan weer wolf is.

## Sprookjes

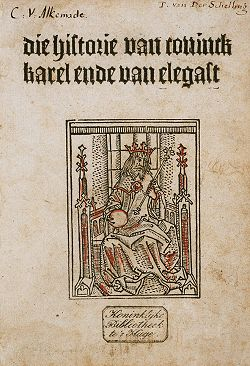
Het titelblad van Karel ende Elegast

Sprookjes en grappige sprookjes, zogenaamde Schwankmärchen, zijn in het Nederlandstalige gebied sinds de hoge middeleeuwen schriftelijk overgeleverd. De oudste optekeningen zijn waarschijnlijk vooral in Vlaanderen tot stand gekomen. De esopische fabels - het sprookje is nauw verwant aan de fabel - zijn bijvoorbeeld overgeleverd sinds de 13e-eeuwse Esopet. De nodige fabelstof is ook te vinden in de Reinaert-romans Van den vos Reynaerde (13e eeuw) en Reinaerts Historie (14e eeuw). De oorspronkelijk Middelnederlandse Karelroman Karel ende Elegast (13e eeuw) lijkt een voorstadium te representeren van het sprookjestype The King and the Soldier'. Karel ende Elegast is een 13e-eeuws Brabants verhaal met bovennatuurlijke elementen. Het verhaal gaat over Karel de Grote, die door een engel wordt opgedragen uit stelen te gaan. Hierbij komt hij zijn vriend Elegast tegen, die eerder door Karel vanwege diefstal is weggestuurd. Karel ontdekt dat Elegast ondanks zijn misstap een edelmoedig en ridderlijk man is. Er wordt wel beweerd dat de naam Elegast naar 'elfen' verwijst, ofwel de heer der elfen. Elegast kan namelijk deuren openen zonder sleutel, mensen in slaap brengen en dieren verstaan.
De plot van de oorspronkelijk Middelnederlandse, 13e-eeuwse epische Arturroman over de ridder Gawein, de Roman van Walewein, is goeddeels gebaseerd op het sprookjestype Search for the Golden Bird en The Sons on a Quest for a Wonderful Remedy for their Father. Walewein en het schaakbord van de West-Vlaamse auteurs Penninc en Pieter Vostaert is een op de Arthurlegende gebaseerd Arthurverhaal uit de 13e eeuw. Ridder Walewein gaat voor zijn koning achter een prachtig schaakbord aan, dat op mysterieuze wijze aan het hof verschijnt en weer verdwijnt.
Het tweede deel van de oorspronkelijk Oudfranse Arturroman Fergus, is in de Middelnederlandse Ferguut (13e eeuw) bewerkt naar de plot van het sprookjestype The Shepherd and the Three Giants. Nog een andere 13e-eeuwse Arturroman, Lanceloet en het hert met de witte voet, volgt het stramien van het type The Dragon-Slayer.
In de 13e-eeuwse Spiegel Historiael van Jacob van Maerlant staat onder meer het verhaal opgetekend van Amijs ende Amelis.
De Hollandse sprookspreker Willem van Hildegaersberch (ca. 1350-1408) had verschillende diersproken en Schwankmärchen op zijn repertoire staan, waaronder Vanden serpent, Van Reynaert ende van Aven en Vanden waghen.
Op zijn beurt is de Middelnederlandse religieuze vertelling Beatrijs (14e eeuw), gebaseerd op het Latijnse verhaal van Caesarius van Heisterbach, een uitwerking van The Nun who Saw the World. Diverse sprookjestypen zijn eveneens te onderkennen in de 15e-eeuwse tekst Die hystorie van die seven wijse mannen van Romen.
Sinds de 14e eeuw zijn er allerlei komische versvertellingen op schrift overgeleverd. Zij lijken hun wortels in de orale cultuur te hebben gehad. Twee voorbeelden van dergelijke boerden zijn Van III ghesellen die den bake stalen en Dits van Heilen van Beersele. Vanaf de 15e eeuw zijn er teksten bekend over het Luilekkerland.
Het eerste echte kluchtboekje dat ons is overgeleverd, is in 1554 te Antwerpen gedrukt, getiteld Een Nyeuwe Cluchtboeck. Dit boekje bevat meerdere sprookjestypen. Vanaf begin 16e eeuw wordt onder de titel Van den jongen geheeten Jacke een volksboekje gedrukt, naar een Engels voorbeeld uit de 15e eeuw. De inhoud hiervan is ook in de mondelinge overlevering teruggevonden als toversprookje. De boekdrukkunst zorgt in de eeuwen daarna vooral voor een grote hoeveelheid kluchtboeken. Niet alleen vinden we in deze kluchtboekjes de grappige sprookjes, maar soms ook de wondersprookjes. Tot in de 20e eeuw ook treffen we deze aan in regionale en lokale almanakken.
De Arabische sprookjes uit Les Mille et une Nuits van Antoine Galland (1646-1715) worden in Nederland al in 1709 vertaald uitgegeven als Duysent en Een Arabische Nachtvertellingen. De Contes de ma mère l’oye van Charles Perrault (1628-1703) worden in de Lage Landen in 1745 in een tweetalige Frans-Nederlandse editie gepubliceerd als Vertellingen Van Moeder De Gans. De Kinder- und Hausmärchen van Jacob en Wilhelm Grimm worden in 1820 in het Nederlands uitgebracht onder de titel Sprookjes-boek voor kinderen. Uit de nalatenschap van moeder de gans. Aanvankelijk sloeg het sprookjesboek van de gebroeders Grimm in het geheel niet aan in Nederland.
Uit Groningen komt een manuscript met mondeling opgetekende sprookjes dat dateert van vóór de gebroeders Grimm. E.J. Huizenga-Onnekes (1883-1956) vond in familiepapieren een oud schrift uit 1804. Het schrift bleek te zijn geweest van de gebroeders Arends. Als kind hadden zij de verhaaltjes erin opgetekend die zij hoorden van hun oude naaister Trijntje Wijbrands (1749-1814). Zij had als bijnaam Trijntje Soldaats. Deze optekening van 18e-eeuwse sprookjesstof is in 1928 door Huizenga-Onnekes gepubliceerd onder de titel Het boek van Trijntje Soldaats.
In de 19e eeuw werden sprookjes en overige volksverhalen vooral op regionaal niveau verzameld, als tegenpool tegen de heersende Hollandse cultuur. Zo verscheen in 1876-1877 de Nederlandse verhalenbundel Limburgsche legenden, sagen, sprookjes en volksverhalen van pastoor Henri Welters (1839-1887). In Friesland worden tot ver in de 20e eeuw sprookjes en andere volksverhalen verzameld en uitgebracht, om te laten zien dat de Friezen over een eigen taal en cultuur beschikken.
De eerste Nederlander die op nationaal niveau ging verzamelen was de neerlandicus Gerrit Jacob Boekenoogen (1868-1930). Boekenoogen gaf in zijn oproepen sprookjesvoorbeelden en ontving van lezers veel correspondentie met nieuwe versies van legende- en formulesprookjes.
Tijdens het verzameloffensief van het Meertens Instituut in de jaren 60 en 70 van de 20e eeuw, met het belangrijkste doel om sagen te verzamelen, werden ook sprookjes en Schwankmärchen verzameld. Later werden door het Meertens Instituut ook multiculturele spookjes verzameld, en ook het DOC Volksverhaal verzamelde vanaf 2006 meerdere sprookjes.

### Nederlandse sprookjes
Sprookjes zijn - net als alle andere soorten volksverhalen - internationaal vertelgoed. Ze trekken zich van politieke grenzen of taalgrenzen niets aan. Dit betekent dat de meeste sprookjes internationaal zijn. Het komt eigenlijk niet voor dat een sprookje alleen in Nederland bekend is en daarbuiten niet. Een typisch Nederlands sprookje bestaat niet. Toch is er een volksverhaal dat in elk geval zijn kerngebied in Nederland schijnt te hebben gehad. Dat is het sprookje van de Appelvangproef. Het verhaal gaat er om dat een toegeworpen appel verraadt of iemand een man of een vrouw is. Mannen vangen een appel door de knieën naar elkaar toe de brengen, vrouwen door de benen te spreiden (als ze een lange rok aan hebben). Door deze proef wordt een als vrouw verklede rover ontmaskerd.
Internationaal rondtrekkende sprookjes worden soms ook door een plaats als lokaal bestempeld. Zo is er het sprookje van Klein Duimpje bekend, dat gelokaliseerd wordt in Deventer.

## Volksliedjes

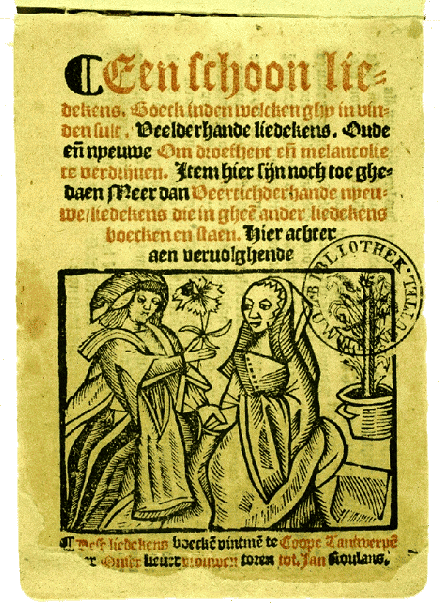
Titelpagina van het "Antwerps liedboek" (1544)

Volksliedjes werden van oudsher mondeling doorgegeven. Vanaf het einde van de middeleeuwen begint men liedjes te verzamelen in liedboeken. Het oudst bekende liedboek met Nederlandstalige liederen is het Antwerps liedboek uit 1544. Tussen deze oude volksliedjes bevinden zich er verscheidene met een volksverhaalmotief.
Bekend is het mogelijk uit de middeleeuwen stammende en in de 19e eeuw vastgelegde lied 'Heer Halewijn zong een liedekijn'. Dit is een ballade over een prinses die door de zingende Heer Halewijn het bos in wordt gelokt, waar hij haar wil doden. De prinses stelt voor dat Heer Halewijn zijn overkleed uittrekt, zodat het niet met haar bloed besmeurd zal raken, en terwijl hij dit doet slaat zij zijn hoofd eraf. Het afgehakte hoofd probeert haar nog tevergeefs te verleiden door op een hoorn te blazen (een soort grondmotief; vergelijk de Gjallarhoorn of de hoorn Olifant uit het Roelantslied) en zijn nek met zalf in te smeren, maar de prinses weigert en verlaat het bos. Halewijns hoofd neemt ze mee. Nadien confronteert ze de moeder van Halewijn met het hoofd van haar zoon. Over de historische kern van dit lied bestaat zeer veel twijfel. Er is wel een verband gesuggereerd met een moordlustige ridder die Alewyn heette, maar het lijkt waarschijnlijker dat dit lied een bewerking is van een Bijbels verhaal uit het boek Judith. De naam Halewijn zou dan een verbastering zijn van Holofernes.
Daarnaast bestaan er liedjes die normaal gesproken niet tot de verhalende liederen worden gerekend: de zogenaamde leugenliederen. Dit zijn liedjes met een ongeloofwaardig en verzonnen verhaal dat als waar wordt gepresenteerd. Voorbeelden hiervan zijn de moordliederen De Moord van Raamsdonk en De kwade stiefmoeder.

## Moderne sagen
De moderne sage wordt ook wel broodjeaapverhaal of stadssage (in het Engelse urban legend) of in oneigenlijke zin modern sprookje genoemd. Een broodjeaapverhaal is een verzonnen en vaak gruwelijk verhaal dat als waargebeurd wordt doorverteld.
Een ander type sage, die zowel in oude of nieuwe vorm kan voorkomen, is de kunstsage. Dit is een oud of modern verzonnen en literair getint verhaal, maar net als andere sagen verbonden aan een bepaald gebied. Zo schreef Romé Fasol, de toenmalige burgemeester van Horst, in 1997 de kunstsage de Peelkabouters van Horst om geld in te zamelen voor Cliniclowns.

## Legendtripping
Legendtripping is het (her)beleven van een volksverhaal, door het al dan niet begeleid op pad gaan om een volksverhaal te 'traceren'. Sommige volksverhaalliefhebbers gaan (liefst 's nachts) op spokenjacht en bezoeken spookplaatsen en spookhuizen, die uit lokale sagen bekend zijn geworden. Een van die geliefde plekken is de spookboerderij te Brummen of het spookinternaat in Sint Anna ter Muiden. Tijdens zo'n legend trip overnacht men bijvoorbeeld op een spookplek, maakt men nachtopnames met een camera en vertelt men spookverhalen, of speelt men deze na. Soms gaat het bezoek gepaard met het (na)spelen van magische rituelen en het oproepen van geesten, iets wat door lokale christelijke autoriteiten weer wordt aangezien voor serieuze hekserij of satanisme.
Een andere vorm van legendtripping is de toeristische sagensafari, zoals in De Lutte en Winterswijk, waarbij de automobilist (of wandelaar) een sagenroute rijdt en aanwijzingen en verhalen te horen krijgt via een cd of gps-systeem. De volksverhalen zijn dikwijls overgenomen uit landelijke of regionale volksverhaalboeken.